# Edo Murić
Pour les articles homonymes, voir Muric.
Edo Murić, né le 27 novembre 1991, à Ljubljana, en République socialiste de Slovénie, est un joueur slovène de basket-ball. Il évolue au poste d'ailier. Son frère Dino Murić est aussi joueur professionnel de basket-ball.

## Biographie
En septembre 2014, Murić signe un contrat de 3 ans avec le KK Partizan Belgrade. Il se blesse et sa convalescence devrait lui faire manquer toute la saison 2014-2015. Il est remplacé par Aleksandar Pavlović dans l'effectif.
En septembre 2017, Murić rejoint l'Anadolu Efes où il signe un contrat d'un an (avec une année supplémentaire en option).
Il est licencié par l'Anadolu Efes en décembre 2017 et à la fin décembre 2017, il signe un contrat jusqu'à la fin de la saison 2017-2018 avec le Stelmet Zielona Góra.
En juillet 2019, Murić s'engage pour deux saisons avec le KK Cedevita Olimpija. Il devient le premier joueur à rejoindre ce nouveau club. En juin 2021, Murić signe un nouveau contrat d'une saison avec le KK Cedevita Olimpija,.

## Palmarès

### Équipe de Slovénie
- Champion d'Europe en 2017.

### Club
- Champion de Slovénie 2011, 2012, 2013, 2014[1], 2021
- Vainqueur de la  Coupe de Slovénie 2014[1], 2022
- Vainqueur de l'EuroChallenge 2011